# Oficyna Naukowa
Oficyna Naukowa – wydawnictwo powstałe w 1992 w Warszawie. Jego założycielkami były Elżbieta Nowakowska-Sołtan i Ewa Pajestka-Kojder. Obie założycielki miały za sobą długoletnią praktykę w Państwowym Wydawnictwie Naukowym i dziś starają się kultywować dawne tradycje tego wydawnictwa naukowego.
Wydawnictwo specjalizuje się publikacjach naukowych, głównie z dziedziny socjologii, filozofii, kulturoznawstwa, antropologii społecznej, prawa, historii, wydaje liczne przekłady dzieł niemiecko-, angielsko-, rosyjsko-, i francuskojęzycznych.
Oficyna utrzymuje stałe kontakty ze środowiskiem naukowym, m.in. w ramach Polskiego Towarzystwa Socjologicznego i Polskiego Towarzystwa Filozoficznego. Publikacje adresowane są przede wszystkim do ludzi związanych z nauką: badaczy, nauczycieli akademickich, studentów.
Jedną z ważniejszych serii wydawniczych jest Terminus, w której publikowane są prace współczesnych filozofów i socjologów. Innym bardzo poważnym przedsięwzięciem jest publikacja Encyklopedii socjologii. Inne serie wydawnicze to m.in. Biblioteka Myśli Socjologicznej, Horyzonty Cywilizacji. Jeszcze inne seryjne przedsięwzięcie to książki Instytutu Wymiaru Sprawiedliwości, z którym Oficyna współpracuje od 1993.